# Герб Стрия
Герб Стрия́ — офіційний символ міста Стрия, районного центру Львівської області.

## Історія
Найдавніші зображення міста зустрічаються на печатках 16 ст., хоча Стрий ще в 1431 році отримав магдебурзьке право і вже на цей час мала б існувати печатка із символами міста.
Щодо зображення — на печатках 16-18 ст. найбільш частіше зустрічається людина в плащі, з капелюхом на голові і палицею в руках. На печатках пізнішого періоду, окрім зображення людини в плащі з палицею, трапляється ще вежа і якір.
Що саме символізувала людина на печатці міста? Тут погляди вчених розділяються. Одні вважають, що це пілігрим або торговець, спираючись на те, що Стрий на той час відігравав важливу роль у розвитку торгівлі у Галичині. Інші, що це постать св. Якова, оперуючи тим, що в геральдичні традиції 16-17 ст. не входило зображати випадкові постаті. Тоді було прийнято зображати покровителів міста.
Після переходу західноукраїнських земель до складу Австро-Угорщини, тодішньою міською владою робляться спроби, офіційно затвердити міські символи.
У центральному державному історичному архіві України у Львові міститься копія тексту нового привілею для м. Стрий, датовану 1795 р., за яким герб міста мав би мати вигляд щита у верхній частині якого на синьому полі зображений чоловік в одежі монаха з палицею та вервицею в руках, а внизу на золотому полі у перев'яз протікає річка, над самим щитом був зображений двоголовий орел.
На жаль, не відомо чи цей проєкт був затверджений. Відомо, що в 1844 р. з другої спроби був офіційно затверджений новий символ міста: щит розтятий, права половина червона, ліва — лазурована, в щиті зображений чернець в срібному одязі з золотою вервицею в одній руці і костуром у другій.
За радянської влади герб міста змінюється кардинально. 5 червня 1980 року сесією міської ради Стрия офіційним гербом міста був затверджений проєкт В. Старцева: у червоному полі золота шестірня, у лазуровій базі — золоті ворота з двома вежами. По краях щита — дві золоті хвилясті лінії, що символізують річку Стрий. Срібна глава обтяжена золотою назвою міста українською мовою. Щит обтяжений золотою лінією.
Після розпаду Радянського Союзу міська рада повертає гербу історичне зображення, хоча і з певними змінами. Герб має вигляд блакитно-жовтого щита, на якому зображений пілігрим, котрий заходить у браму з двома вежами. Під пілігримом зображені хвилі. Над вежею зображений тризуб, по боках якого ростуть гілочки калини. Під щитом вміщено надпис «Стрий».
Але в 2000 році виходить наказ Президента України «Про впорядкування геральдичної справи в Україні», за яким було передбачено опрацювання єдиних методичних рекомендацій для органів місцевого самоврядування з метою створення єдиної системи місцевих символів та проведення експертизи проєктів до їх затвердження. І в 2003 році Стрийським міськвиконкомом було оголошено конкурс на найкращий проєкт символів міста.
Звичайно, що проєкти мали відповідати певним вимогам. Після тривалих суперечок між міською владою і геральдичним товариством все ж таки був прийнятий герб, на якому було зображено постать купця, який заходить у браму з двома вежами під якими зображені хвилі, щит увінчано цегляною короною.
17 квітня 2003 року цей проєкт був офіційно затверджений міською владою і на сьогоднішній день є символом міста. Автор ескізу герба Стрия — Ігор Завозін.

## Галерея

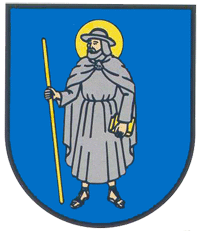
Герб Стрия XVI–XVIII ст.
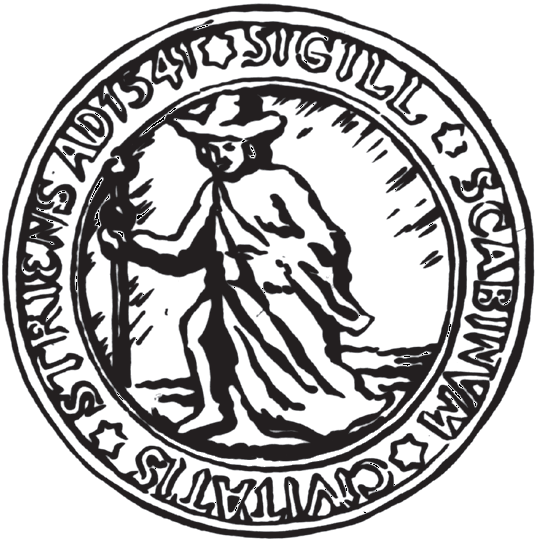
Судова печатка із модифікацією герба 1541 р.
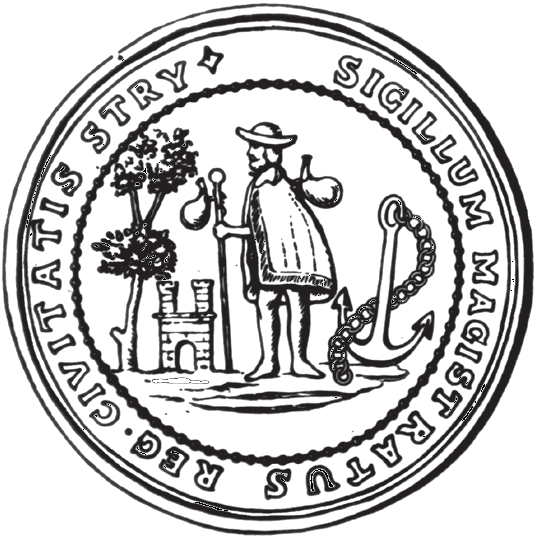
Старий герб Стрия
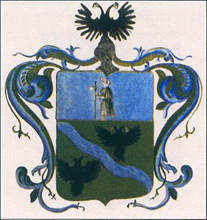
Герб Стрия 1795 р.
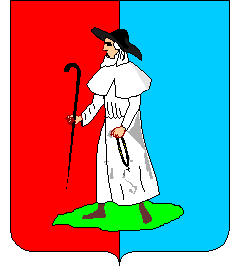
Герб Стрия 1844 р.
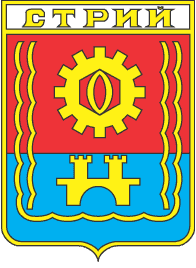
Герб радянського періоду
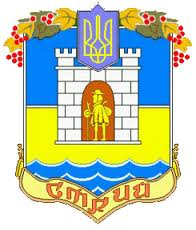
Герб Стрия після розпаду СРСР
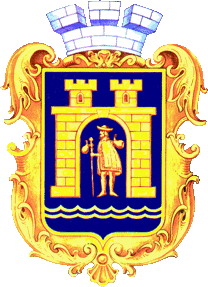
Сучасний герб